# ایمی اونیل
ایمی اونیل (انگلیسی: Amy O'Neill؛ زادهٔ ۸ ژوئیهٔ ۱۹۷۱) بازیگر اهل ایالات متحده آمریکا است.
از فیلم‌ها یا مجموعه‌های تلویزیونی که وی در آن‌ها نقش داشته‌است، می‌توان به پیشتازان فضا: نسل بعدی، ناامید از عشق و عزیزم، بچه‌ها را کوچک کردم اشاره نمود.